# Сілвер-Лейк (Індіана)
Сілвер-Лейк (англ. Silver Lake) — місто (англ. town) в США, в окрузі Косцюшко штату Індіана. Населення — 875 осіб (2020).

## Географія
Сілвер-Лейк розташований за координатами 41°4′28″ пн. ш. 85°53′34″ зх. д. / 41.07444° пн. ш. 85.89278° зх. д. (41.074317, -85.892870).  За даними Бюро перепису населення США в 2010 році місто мало площу 1,36 км², з яких 1,36 км² — суходіл та 0,00 км² — водойми.

## Демографія
Згідно з переписом 2010 року, у місті мешкало 915 осіб у 366 домогосподарствах у складі 244 родин. Густота населення становила 671 особа/км².  Було 475 помешкань (348/км²).
Расовий склад населення:
| - 97,7 % — білих - 0,9 % — чорних або афроамериканців - 0,2 % — корінних американців - 0,2 % — азіатів |

До двох чи більше рас належало 0,9 %. Частка іспаномовних становила 1,9 % від усіх жителів.
За віковим діапазоном населення розподілялося таким чином: 23,5 % — особи молодші 18 років, 62,9 % — особи у віці 18—64 років, 13,6 % — особи у віці 65 років та старші. Медіана віку мешканця становила 38,1 року. На 100 осіб жіночої статі у місті припадало 88,3 чоловіків;  на 100 жінок у віці від 18 років та старших — 89,2 чоловіків також старших 18 років.
Середній дохід на одне домашнє господарство  становив 45 804 долари США (медіана — 40 000), а середній дохід на одну сім'ю — 47 172 долари (медіана — 41 346). Медіана доходів становила 40 240 доларів для чоловіків та 32 708 доларів для жінок. За межею бідності перебувало 19,5 % осіб, у тому числі 20,5 % дітей у віці до 18 років та 10,9 % осіб у віці 65 років та старших.
Цивільне працевлаштоване населення становило 429 осіб. Основні галузі зайнятості: виробництво — 46,4 %, роздрібна торгівля — 13,8 %, освіта, охорона здоров'я та соціальна допомога — 10,3 %.